# گروه‌های دینی اصلی

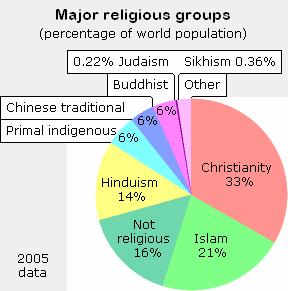
گروه‌های دینی اصلی به عنوان درصدی از جمعیت جهان در سال ۲۰۰۵ به دلیل گردکردن ارقام مجموع آن‌ها از ۱۰۰٪ بیشتر است

دین‌های اصلی، با استفاده از طیف گسترده‌ای از روش‌ها، از دین‌های فرعی، متمایز شده‌اند؛ طبعاً هر یک از این روش‌ها، منعکس‌کنندهٔ یک نظر خاص است؛ چرا که پیروان بسیاری از ادیان، به احتمال زیاد، دین خود را «اصلی» می‌دانند.
در این مقاله، دو روش مطرح شده‌است: شمار پیروان و نیز، تعاریف مورد استفادهٔ متفکرین کلاسیک ادیان.

## تعریف بر اساس جمعیت
یک روش معرفی یک دین اصلی، استفاده از شمار پیروان فعلی آن است. ارقام جمعیت‌ها، با ترکیب گزارش‌های سرشماری و بررسی‌های جمعیتی (در کشورهایی که داده‌های دینی جمع‌آوری نمی‌شود، مثل ایالات متحده آمریکا و ایران) محاسبه می‌شود، اما نتایج آن می‌تواند بسته به نحوهٔ مطرح کردن پرسش‌ها، تعاریف مورد استفاده برای ادیان و عقاید سازمان‌ها یا آژانس‌هایی که بررسی را انجام می‌دهند، متفاوت باشد.

## بزرگترین دین‌ها یا سیستم‌های اعتقادی بر اساس شمار پیروان
این فهرست شامل ادیان سازمان یافته (که کدهای اعتقادی چند بخشی و سلسله مراتب دینی دارند) و همچنین شامل ادیان غیررسمی (مانند ادیان محلی چین) است. برای کامل کردن این فهرست، یک رشته به غیر مذهبی‌ها اختصاص یافته‌است؛ هر چند عقاید آن‌ها معمولاً به عنوان دین در نظر گرفته نمی‌شود.
1. مسیحیت: ۲٫۶ میلیارد (طبق سرشماری در سال ۲۰۲۰ میلادی از ۷/۸ میلیارد جمعیت جهان) [۱][۲]
  - کاتولیک رم: ۱٫۰۵ میلیارد
  - ارتدکس/مسیحی شرقی: ۲۴۰ میلیون
  - فرقه‌های بومی آفریقایی: ۲۴۰ میلیون
  - پیراسته / پرسبیتریان / همایشی /
  - متحد: ۷۵ میلیون
  - آنگلکان / اسقفی: ۷۳ میلیون
  - بپتیست: ۷۰ میلیون
  - متدیست: ۷۰ میلیون
  - لوتری: ۶۴ میلیون
  - مقدس‌های روز آخر: ۱۲٫۵ میلیون
  - ادونتیستها: ۱۲ میلیون
  - کلیسای پاپ/ حواریونی / حواریونی جدید: ۱۰ میلیون
  - شهود یهود: ۶/۶ میلیون
  - جنبش بازگردانی استون-کمپبل: ۵٫۴ میلیون
  - تفکر جدید (وحدانیت، علم مسیحی و غیره): ۱٫۵ میلیون
  - برترن (شامل پلیمث): ۱٫۵ میلیون
  - منونایت: ۱٫۲۵ میلیون
  - دوستان/کوئکرها: ۳۰۰٫۰۰۰
2. اسلام: ۲ میلیارد (در سال ۲۰۲۱)[۳][۴]
  - سنی:1.900 میلیارد
  - شیعه: ۱۲۰ میلیون
  - احمدیه: ۱۰ میلیون
  - دروز: ۴۵۰٫۰۰۰
  - زیدیه
3. دین‌ناباور (خداناباور و ندانم‌گرا...): ۱/۱ میلیارد . این رسته طیف گسترده‌ای از عقاید را در بر می‌گیرد و به یک دین خاص مربوط نیست. این رسته همچنین شامل اومانیسم دئیسم، پنتئیسم، تفکر آزاد و جوخ (Juche) می‌باشد. برای اطلاعات بیشتر به مبحث این رسته در Adherents.comمراجعه کنید.
4. هندوئیسم: ۹۰۰ میلیون (شروع: تقریباً ۱۵۰۰ پیش از میلاد تا سده ۱۵ قبل از میلاد؛ اما برخی از جنبه‌های آن به ۲۶۰۰ قبل از میلاد یا سده ۲۶ قبل از میلاد بر می‌گردد)
  - وایشناویسم (ویشنو): ۵۸۰ میلیون
  - شایویسم (شیوا): ۲۲۰ میلیون
  - نئوهندوها و هندوهای اصلاحگرا: ۲۲ میلیون
  - ویراشایواها/ لینگاوات‌ها: ۱۰ میلیون
5. دین عامه چین: ۳۹۴ میلیون
  - این دین یک دین سازمان‌یافته واحد نیست و عناصری از دین تائو، کنفوسیوس، بودایی گرایی و آیین‌های مذهبی که در کتاب‌های مقدس نیامده‌اند را در خود دارد. (به آن «دین سنتی چین» نیز می‌گویند).
6. بودایی: ۳۷۶ میلیون (شروع: سده ۶ قبل از میلاد)
  - ماهایانا: ۱۸۵ میلیون
  - تراوادا: ۱۲۴ میلیون
  - واجریانا/ تبت: ۲۰ میلیون
7. بومی‌های باستانی: ۳۰۰ میلیون
  - این دین سازمان یافته و واحد نیست و شامل طیف گسترده‌ای از ادیان قبیله‌ای سنتی آسیا مانند شمنیسم و الحادی است.
8. آفریقایی سنتی و دیاسپوریک ۱۰۰ میلیون .(این دین سازمان یافته و واحد نیست و شامل چندین عقیده سنتی آفریقایی مانند یوروبا، او (وودون) و باکونگو است. این سه سنت مذهبی (به ویژه یوروبا) بر روی عقاید دیاسپوریک آمریکا مانند کاندومبل، سنتریا و وودو تأثیرگذار بوده‌اند. پایتخت مذهبی دین یوروبا در ایل ایف قرار دارد.)
9. سیک‌گرایی: ۲۳ میلیون (شروع: سده ۱۵ میلادی)
10. اسپریتیسم (روح‌گرایی): ۱۵ میلیون (شروع: اواسط سده ۱۹ میلادی)
  - این دین سازمان یافته و واحد نیست و شامل عقاید مختلفی مانند گونه‌هایی از امباندا می‌باشد.
11. یهودیت: ۱۴ میلیون (شروع: سده ۱۳ قبل از میلاد)
  - محافظه‌کار: ۴٫۵ میلیون
  - غیر وابسته و سکولار: ۵/۴ میلیون
  - اصلاحگرا: ۳٫۷۵ میلیون
  - ارتدکس: ۲ میلیون
  - بازسازی گرا:۱۵۰٫۰۰۰
12. جائین گرایی: ۴٫۲ میلیون (شروع: سده ۶ قبل از میلاد)
  - اسوتامبارا: ۴ میلیون
  - استاناکواسی: ۷۵۰٫۰۰۰
  - دیگامبارا: ۱۵۵٫۰۰۰
13. شینتو: ۴ میلیون (شروع: ۳۰۰ قبل از میلاد). این عدد نشان دهنده پیروان عملی آیین شینتو است؛ اگر اشخاصی را که به دلیل طبقه‌بندی نژادی یا تاریخی شینتو محسوب می‌شوند در نظر بگیریم، این عدد به حدود ۱۰۰ میلیون می‌رسد. #
14. کائودای: ۴ میلیون (شروع: ۱۹۲۶ میلادی)
15. دین زرتشت: ۲٫۶ میلیون (شروع: حدود سده ۶ قبل از میلاد) 
  - پارسی‌ها: ۱۱۰٫۰۰۰
  - گبرها: ۲۰٫۰۰۰
  - فالون گنگ: ۲٫۱ میلیون  (شروع: ۱۹۹۲ میلادی)
  - adherent و ناظران خارجی لزوماً آن را یک دین نمی‌دانند. هیچ عضویت یا فهرستی وجودندارد، بنابراین تأیید شمار واقعی پیروان آن غیرممکن است.
  - همچنین با توجه به بی توجهی و ترس مردم ایران از تغییر دینشان از اسلام به زرتشت و پیگرد هایش به طور مخفیانه دین خود را عوض کردند و در نتیجه نمیشود تعداد کسانی که بطور مخفیانه زرتشت هستند در ایران را حساب کرد.
16. تنریکیو: ۲ میلیون (شروع: ۱۸۳۸ میلادی)
17. نوالحادی: ۱ میلیون (شروع: سده بیستم میلادی).(اصطلاح کلی برای ویکا، آساترو، نئو- درویدیسم و بسیاری از ادیان بازسازی‌گرا)
18. جهانی‌گرایی وحدت گرا: ۸۰۰٫۰۰۰ (شروع: ۱۹۶۱ میلادی)
19. راستافاری: ۶۰۰٫۰۰۰ (شروع: اوایل دهه ۱۹۳۰)
20. دانش‌شناسی: ۵۰۰٫۰۰۰ (شروع: ۱۹۵۲ میلادی منبع آمارهای همه ادیان به جز فالون گنگ: Adherents.com، ۲۰۰۵. این آمارها بر اساس تحلیل مجموعه‌ای از منابع مربوط به جمعیت‌های دینی گزارش می‌شوند، برای اطلاعات بیشتر دربارهٔ روش تهیه این آمارها به explanation رجوع کنید.

* تخمین آمار فالون گنگ بر اساس آمار جمهوری خلق چین در سال ۱۹۹۹؛ رهبری فالون گنگ در سال ۲۰۰۴ این آمار را ۱۰۰ میلیون اعلام کرده‌است.
** برخلاف سایت adherents.com این لیست دین جوخ (Juche) را در رسته سکولار/غیرمذهبی قرار می‌دهد، چرا که این تفکر با اغلب تعاریف دین مطابقت ندارد و پیروانش آن را سکولار می‌دانند.

### ادیان سازمان یافته بر اساس رتبه جمعیت
کریستین ساینس مانبتور از یک استاندارد جداگانه استفاده کرده و فقط به ادیان سازمان یافته پرداخته‌است. این روزنامه در سال ۱۹۹۸، ۱۰ دین زیر را به عنوان اولین ادیان سازمان یافته بر اساس تعداد پیروان به ترتیب نزولی معرفی کرد:
| # | اسم آیین     | شمار پیروان(*۱)   | تاریخ ظهور (*۲)                                             | ملاحظات (*۲, *۴)                                                                                      |
| ۱ | مسیحیت       | ۲٫۰ میلیارد       | ۲۷ میلادی                                                   | بزرگترین دین جهان در حال حاضر که پیرو عیسی است.                                                       |
| ۲ | اسلام        | ۱٫۶ میلیارد       | ۶۱۱ پس از میلاد                                             | دینی که پیرو محمد هستند                                                                               |
| ۳ | هندو گرایی   | ۹۰۰ میلیون        | ۱۵۰۰ پیش از میلاد و برخی از جنبه‌های آن در ۲۶۰۰ پیش از میلاد | کهن‌ترین دین در میان همه ادیان مشهور که در هند اکثریت است.                                             |
| ۴ | بوداگرایی    | ۳۷۶ میلیون        | سده ۶ قبل از میلاد                                          | بیشتر در جنوب شرقی آسیا                                                                               |
| ۵ | سیک گرایی    | ۲۳ میلیون         | ۱۴۶۹–۱۷۰۸ میلادی                                            | جوانترین دین از میان ۵ دین اول که بیشتر در منطقه پنجاب، بخش‌هایی از هند، پاکستان و افغانستان رایج است. |
| ۶ | یهودیت       | ۱۴ میلیون         | سده ۱۳ پیش از میلاد                                         | یک مذهب گسترده که در اسرائیل اکثریت است.                                                              |
| ۷ | دین کنفوسیوس | تخمین زده نشده‌است | ۵۵۰–۴۷۹ قبل از میلاد                                        | بیشتر در چین                                                                                          |
| ۸ | بهائی        | ۸ میلیون          | سال ۱۸۴۴ م تا امروز                                         | نخست در ایران و سپس سراسر جهان امروز.                                                                 |
| ۹ | شینتو        | ۴ میلیون          | ۳۰۰ قبل از میلاد                                            | بیشتر در ژاپن رایج است و قبلاً دین رسمی این کشور بوده‌است.                                              |

1. تعداد پیروان از سایت adherents.com گرفته شده‌ است.[۵]
2. تنها دو ستون سمت چپ جدول فوق از مقاله * گرفته شده‌اند. بقیه ستون‌ها به عنوان اطلاعات تکمیلی اضافه شده‌اند.
3. هر چند adrenents.com تعداد پیروان دین کنفوسیوس را تخمین نزده‌ است، این دین زیرمجموعه‌ای از مجموعه ادیان عامه چینی است که پیروان آن ۳۹۴ میلیون تخمین زده شده‌اند.
4. اطلاعات جغرافیایی از یک جدول در دائرةالمعارف بریتانیکا استخراج شده‌ است.[۶]

- بوداگرایی
- مسیحیت
- دین کنفوسیوس
- هندوگرایی
- اسلام
- جائین گرایی
- یهودیت
- شینتو
- سیک گرایی
- دین تائو
- دین زرتشت

تعاریف غربی جدید از ادیان اصلی که از تعریف کلاسیک نشأت می‌گیرند، اغلب «مسیحیت» را بسط می‌دهند و جائین گرایی، سیک گرایی و دین زرتشت و آیین بهائی را حذف می‌کنند. یک نمونه از آن در مرجع دانشجویی کتابخانه عمومی نیویورک دیده می‌شود:
- بوداگرایی
- کاتولیک
- دین کنفوسیوس
- هندوگرایی
- اسلام
- یهودیت
- کلیسای ارتدوکس شرقی
- پروتستانیسم
- شینتو
- دین تائو